# Paracheilinus angulatus
Paracheilinus angulatus là một loài cá biển thuộc chi Paracheilinus trong họ Cá bàng chài. Loài này được mô tả lần đầu tiên vào năm 1981.

## Từ nguyên
Tính từ định danh angulatus trong tiếng Latinh mang nghĩa là “có góc cạnh”, hàm ý đề cập đến phần chóp nhọn ở cuối vây lưng và vây hậu môn của loài cá này.

## Phân bố và môi trường sống
P. angulatus được ghi nhận ở Philippines (các đảo Palawan, Cebu và Luzon) và phía bắc đảo Borneo (gồm cả Sabah, Brunei và đông bắc Kalimantan). Loài này sống trên các rạn san hô có nhiều san hô và tảo phát triển ở độ sâu khoảng 10–40 m.

## Mô tả
Chiều dài tổng lớn nhất được ghi nhận ở P. angulatus là 7,5 cm. Cá đực trưởng thành có màu đỏ cam. Sọc xanh óng trên cơ thể được xếp vào kiểu A (sensu Allen và cộng sự (2016)). Vây lưng có màu đỏ thắm, trừ màu cam bao phủ vài màng gai đầu tiên. Vây hậu môn có viền ngoài màu xanh da trời, với hai hàng đốm xanh lam đến màu tím nhạt ở gốc. Vây đuôi lõm, hình lưỡi liềm. Cá cái màu đỏ cam.
Số gai vây lưng: 9; Số tia vây lưng: 11; Số gai vây hậu môn: 3; Số tia vây hậu môn: 9; Số gai vây bụng: 1; Số tia vây bụng: 5.

## Phân loại
P. angulatus nằm trong phức hợp cùng với Paracheilinus alfiani và Paracheilinus rennyae, chủ yếu dựa vào đặc điểm không có tia vây lưng dạng sợi vươn dài và mối quan hệ di truyền chặt chẽ.

## Lai tạp
Nhiều cá thể lai được cho là giữa P. angulatus với các loài Paracheilinus cyaneus, Paracheilinus lineopunctatus và Paracheilinus paineorum đã được quan sát ở vùng Kalimantan và đảo Luzon.

## Sinh thái
P. angulatus sống thành từng nhóm nhỏ với số lượng con cái nhiều hơn con đực.